# Меркити
Меркитите са етническа група, живяла по десния бряг на река Селенга в днешните Монголия и Русия през XI-XIII век.
Според преобладаващото мнение меркитите са монголски народ, но някои автори ги свързват със самодийците или тюрките. Те играят важна роля в ранната история на Монголската империя, като са сред първите народи, подчинени от Чингис хан в началото на XIII век.